# أندريا غالانت
أندريا غالانت (بالإسبانية: Andrea Galante)‏ هي ممثلة أرجنتينية، ولدت في 2 سبتمبر 1976 في بوينس آيرس في الأرجنتين.

## وصلات خارجية
- أندريا غالانت على موقع IMDb (الإنجليزية)
- أندريا غالانت على موقع قاعدة بيانات الفيلم (الإنجليزية)